# بورشی
بورشی (به لاتین: Burshi) یک منطقهٔ مسکونی در روسیه است که در شهرستان لاکسکی واقع شده‌است.